# ユズ
ユズ（柚子、学名: Citrus junos）はミカン科ミカン属の常緑小高木。柑橘類の1つ。ホンユズとも呼ばれる。消費量・生産量ともに日本が最大である。果実の酸味と香りが好まれて、果汁は少なく、主に果皮を日本料理の香りづけに使う。
果実が小形で早熟性のハナユ（ハナユズ、一才ユズ、Citrus hanayu）とは別種である。日本では両方をユズと言い、混同している場合が多い。また、獅子柚子（鬼柚子）は果実の形状からユズの仲間として扱われることがあるが、分類上はザボンの仲間であり、別種である。

## 名称
日本では古くから「柚」「由」「柚仔」といった表記や、「いず」「ゆのす」といった呼び方があった。『和名抄』（932年ころ）には、漢名で「柚」、和名も「由」として表されている。別名を、ユノスともいう。酸っぱいことから、日本で「柚酸（ユズ）」と書かれ、「柚ノ酸」の別名が生まれている。
「柚（ゆ）」は古くはユズを意味したが、近世にはユズに近い大型柑橘類が伝わり、1712年の『和漢三才図会』では柚（ゆ）には二種あり、大きなもののほうは「朱欒（しゅらん）」とも呼ぶとしている。この「朱欒（しゅらん）」はザボン（ブンタン）のことで、1709年の『大和本草』には「朱欒（ザンボ）」とある。また『大和本草』には朱欒（ザンボ）は京師（京都）では「ジャガタラ柚（ゆ）」と呼ばれているとしているが、「ジャガタラ柚（ゆ）」はジャカルタから伝わったザボンの近縁種で獅子柚子のことともいわれている。
学名のジューノス（junos）は、四国・九州地方で使われた「ゆのす」に由来する。中国植物名（漢名）は香橙（こうとう）という。柚子は中国での古い名だが、今の中国語で柚や柚子はザボンを指している。

## 原産地・分布地
ユズ（本柚子）は、中華人民共和国の中央および西域、揚子江上流の原産であると言われる。中国から日本へは平安時代初期には伝わったとみられ、各地に広まって栽培されている。また、日本の歴史書に飛鳥時代・奈良時代に栽培していたという記載がある。
ハナユ（花柚子）は、日本原産とも言われるが、詳しいことは判っていない。
日本では本州（東北南部以南）、四国、九州に分布する。生産量は日本が世界一であり、全国で広く栽培されるが、主な産地として高知県、徳島県がよく知られる。海外では、中国や、韓国最南部の済州島など、一部地域でのみ栽培されている。

## 形態・生態
常緑広葉樹の小高木で、高さは4メートル (m) ほどになり、樹勢が強く直立して大木になる。葉腋に棘があり、葉柄に翼がある。この葉柄の翼によって、ユズの葉は小さな葉と大きな葉が連なって、関節があるように見る。ユズは単葉とされるが、複葉への進化の途中が現れた姿だと考えられており、これを植物学では「単身複葉」とよんでいる。
花期は初夏（5 - 6月ごろ）で、葉のわきに径1 - 2センチメートル (cm) ほどの白い5弁の花を咲かせる。
果期は9 - 12月で、秋には球形の果実を結ぶ。果実は直径4 - 8 cm、重さ約110グラム (g) になり、果皮の表面はでこぼこしている。種子の多いものが多い。酸味は強く、独特の爽やかな芳香を放つ。
ミカン属の中でもっとも耐寒性が強く、年平均気温12度から15度の涼しい気候を適地とする。柑橘類に多いそうか病、かいよう病への耐久があるため、ほとんど消毒の必要がなく、他の柑橘類より手が掛からないこと、無農薬栽培が比較的簡単にできることも特徴のひとつである。
成長が遅いことでも知られ、栽培に当たっては、種子から育てる実生栽培では、結実まで10数年掛かってしまうため、結実までの期間を短縮する方法として、カラタチへの接ぎ木により、数年で収穫可能にすることが多い。

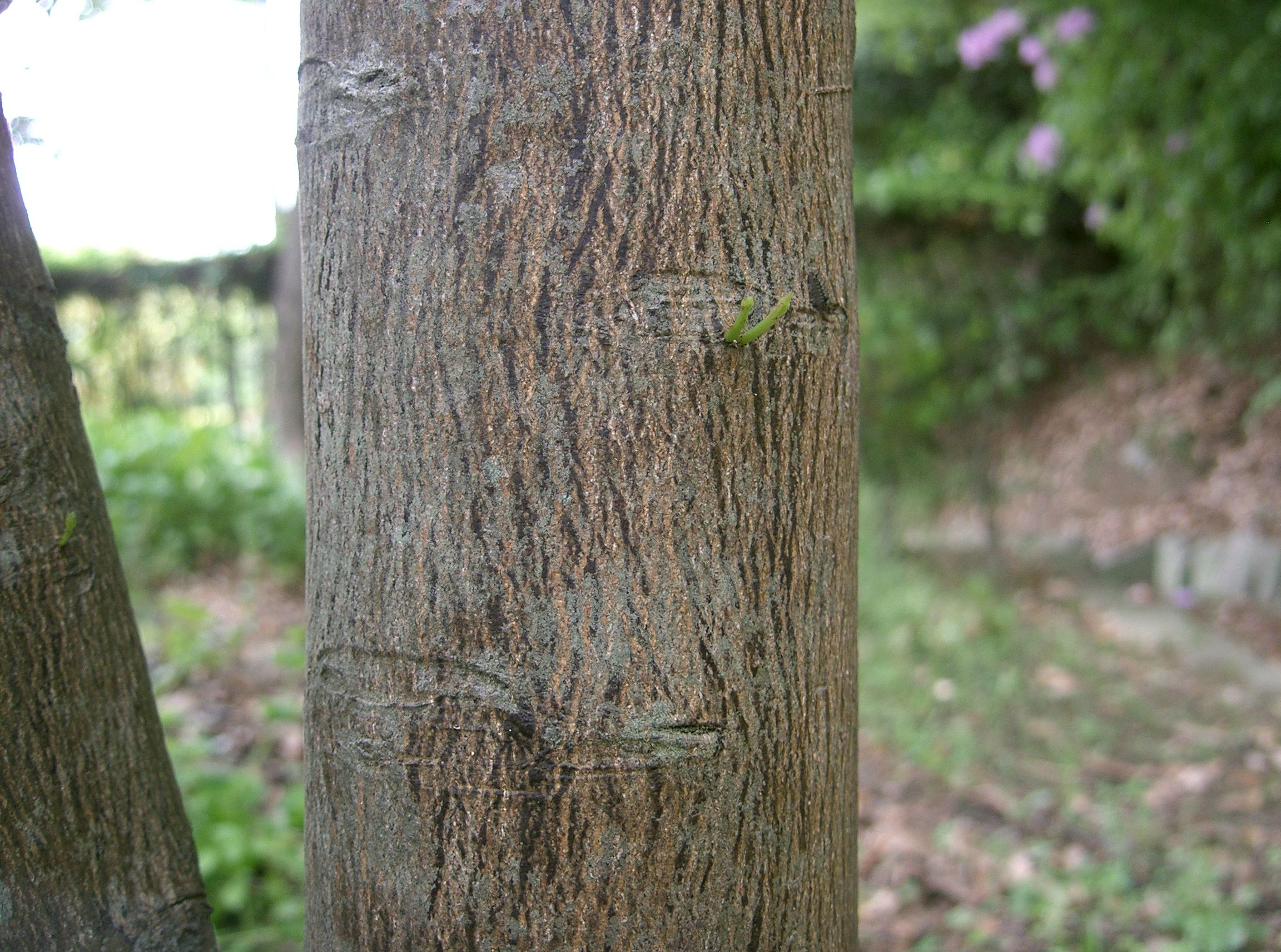
樹皮
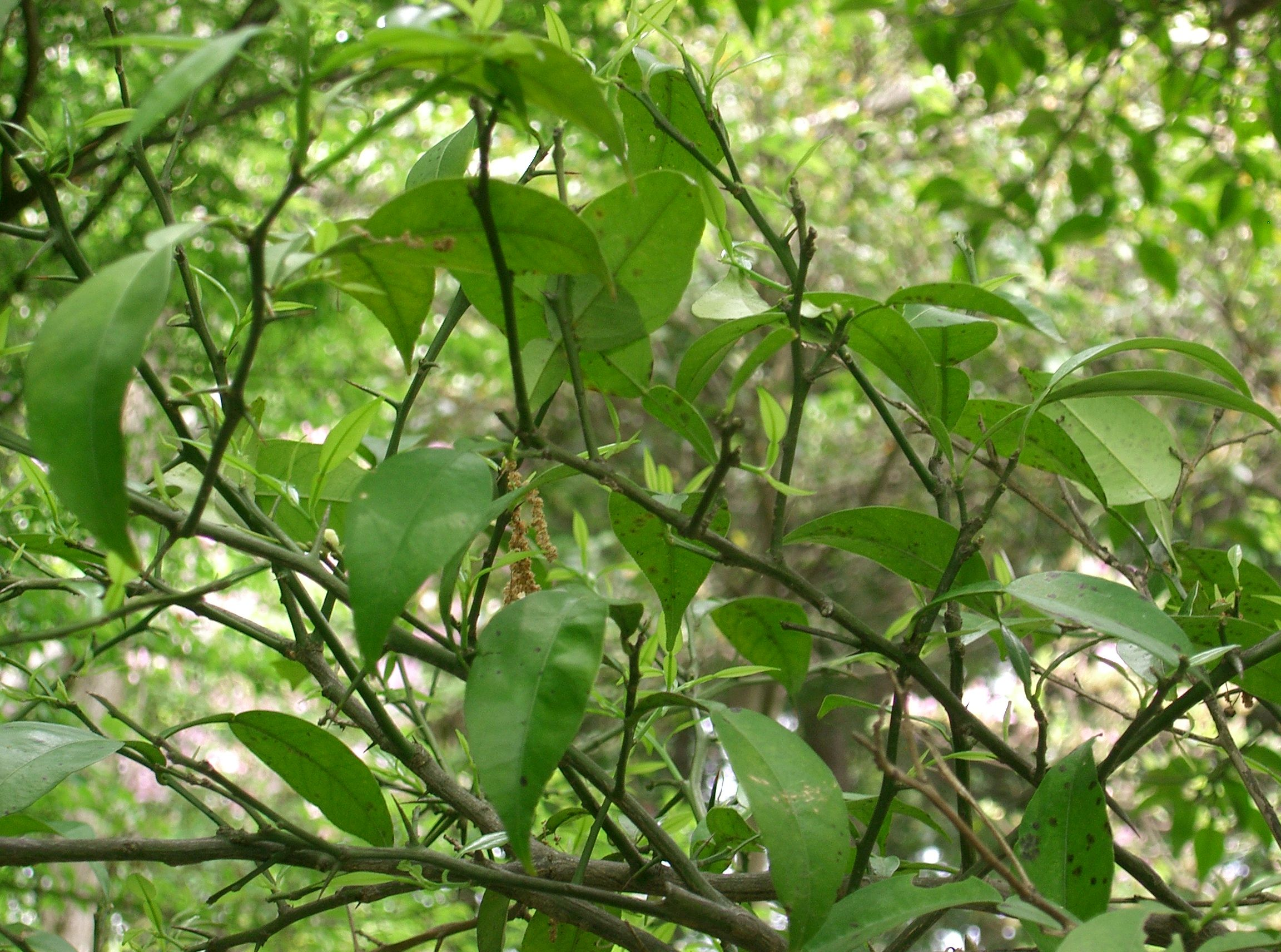
葉
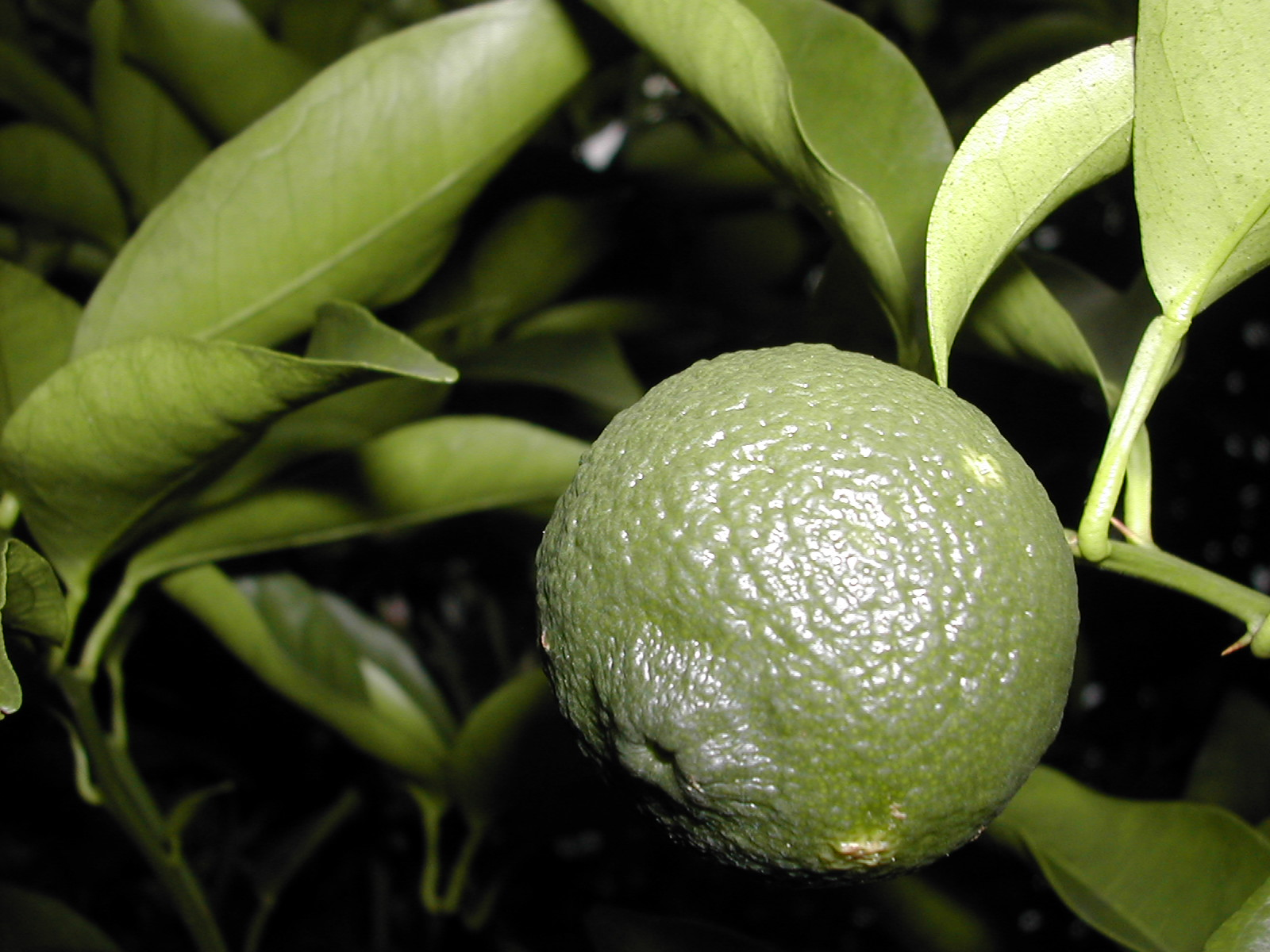
若い果実
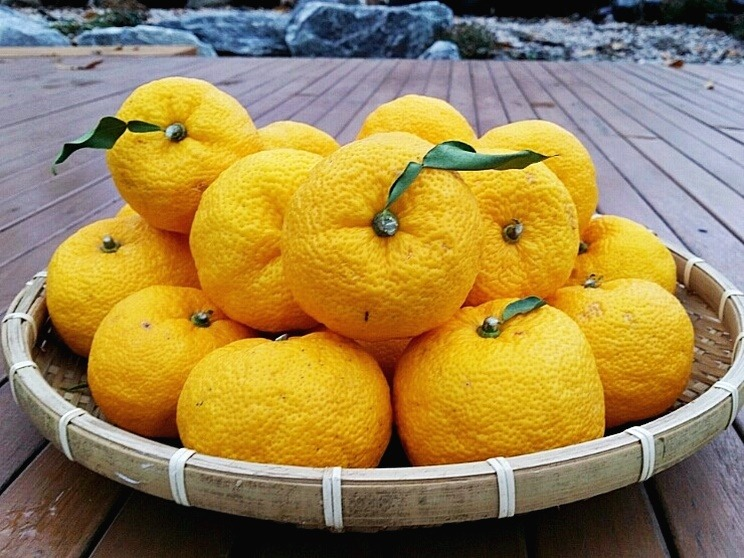
収穫した果実

## 栽培
現在の日本で栽培されるユズには主に3系統あり、本ユズとして「木頭系」・早期結実品種として「山根系」・無核（種無し）ユズとして「多田錦」がある。「多田錦」は本ユズと比較して果実がやや小さく、香りが僅かに劣るとされているが、トゲが少なくて種もほとんどなく、果汁が多いので、本ユズよりも多田錦の方が栽培しやすい面がある（長いトゲは強風で果実を傷つけ、商品価値を下げてしまうため）。
なお、収穫時にその実をすべて収穫しないカキノキの「木守柿」の風習と同様に、ユズにも「木守柚」という風習がある地方もある(相模原市沢井地区など）。

### 日本の主な産地
農林水産省の統計によると昭和40年代までは埼玉県が主な産地であったが、1970年以降は高知県、徳島県などが主要な産地となっている。特に1990年以後から大幅に収穫量が伸びており、今日では四国地方（高知県、徳島県、愛媛県）の3県で国産ユズの8割近くを占める。また、四国山地を初め、九州山地、中国山地、紀伊山地といった山間部に産地が集中しているが、これは1965年頃から、それまでの主産業であった農耕馬生産、林業、木炭製造、和紙原料栽培の衰退やそれに伴う過疎化に対し、活性化策として産地形成されたものが多いためである。
西日本の産地が大規模化する一方で、東日本の産地は相対的に規模縮小しており、関東地方全都県を合わせても300トン程度（鹿児島県の半分未満）に過ぎない。東北地方では宮城県の気仙沼市大島で1990年代から北限の柚子として栽培が始まった。現在ではさらに北の岩手県陸前高田市でも栽培が始まり、『北限のゆず』としてブランド化を目指している。
- 岩手県
  - 陸前高田市
- 宮城県
  - 気仙沼市大島
- 茨城県
  - 常陸太田市
- 栃木県
  - 茂木町
- 埼玉県
  - 毛呂山町、越生町、ときがわ町（旧都幾川村）
- 東京都
  - 青梅市
- 山梨県
  - 富士川町（旧増穂町）、上野原市（旧上野原町）
- 静岡県
  - 川根本町（旧中川根町）
- 岐阜県
  - 関市（旧上之保村）
- 京都府
  - 京丹波町(旧瑞穂町）
- 大阪府
  - 箕面市
- 兵庫県
  - 神河町（旧神崎町）、姫路市（旧安富町）、養父市（旧八鹿町）など
- 和歌山県　…国内生産量7-10位。2000年以降から生産量を伸ばしており、2015年は山口県、熊本県を凌ぎ、生産量7位となっている。古座川町平井地区はユズによる地域活性化で注目を浴びた。
  - 紀美野町（旧野上町）、古座川町、有田川町（旧清水町）、田辺市（旧龍神村）など
- 島根県　…国内生産量7-10位。美都はユズの一大産地。
  - 益田市（旧美都町）、大田市、出雲市など
- 岡山県
  - 久米南町、井原市（旧芳井町）、美作市（旧作東町）、高梁市（旧成羽町）
- 広島県　
  - 三次市（旧作木村）、安芸高田市（旧高宮町）
- 山口県　…国内生産量は7-10位。※近年生産量を増やしている長門ゆずきち産地は含まない。
  - 萩市（旧川上村、旧旭村）
- 徳島県　…国内生産量2位。古くから自生のユズが点在していた。スダチとともに加工品需要が大きく、また木頭ゆずが知られる。
  - 那賀町（旧木頭村）、美馬市（旧木屋平村）、上勝町、つるぎ町（旧一宇村）など
- 愛媛県　…国内生産量3位。県南部の鬼北、宇和に大規模な産地がある。
  - 鬼北町（旧日吉村、旧広野町）、松野町、西予市（城川町）、内子町など
- 高知県　…国内生産量1位で、生産量1万トン以上。国内シェアの40%～50%を占め、四国山地一帯に産地が点在する。1960年代から林業や和紙原料製造に代わる山村集落の活性化策として産地が相次いで形成され、県を取り囲むようにユズ産地が展開する。馬路村、北川村などの商業的成功を受け、他自治体も追随するようになり、年々栽培面積を増やしている。
  - 香美市（旧物部村、旧香北町、旧土佐山田町）、安芸市、北川村、馬路村、高知市（旧土佐山村）、大豊町、四万十町（旧大正町）、四万十市（旧西土佐村）、三原村など
- 福岡県
  - 八女市（旧矢部村）、上毛町（旧新吉富村）、東峰村（旧宝珠山村）
- 熊本県　…国内生産量は7-10位。
  - 山都町（旧矢部町）、熊本市、八代市（旧泉村）など
- 大分県　…国内生産量4-5位。院内や津江の産地が知られる。県内消費が多いため、出荷量は相対的に少ない。
  - 宇佐市（旧院内町）、日田市（旧中津江村、旧上津江村）、杵築市（旧山香町）など
- 宮崎県　…国内生産量4-5位。九州山地の山間部はユズの一大産地となっている。
  - 西都市、小林市（旧須木村）、日之影町、西米良村など
- 鹿児島県　…国内生産量は生産量6位。大隅半島の山間部が主産地となっている。
  - 曽於市（旧末吉町）、大崎町、伊佐市（旧大口市）など

## 利用
夏には青ユズ、秋から冬は熟した黄ユズが出回る。日本人に好まれる酸味と香りから、香辛料、薬味、調味料に使われる。冬場はユズの果実を風呂に入れて柚子湯にする。また、果実には薬効が期待されて、民間療法にも使われる。

### 食材

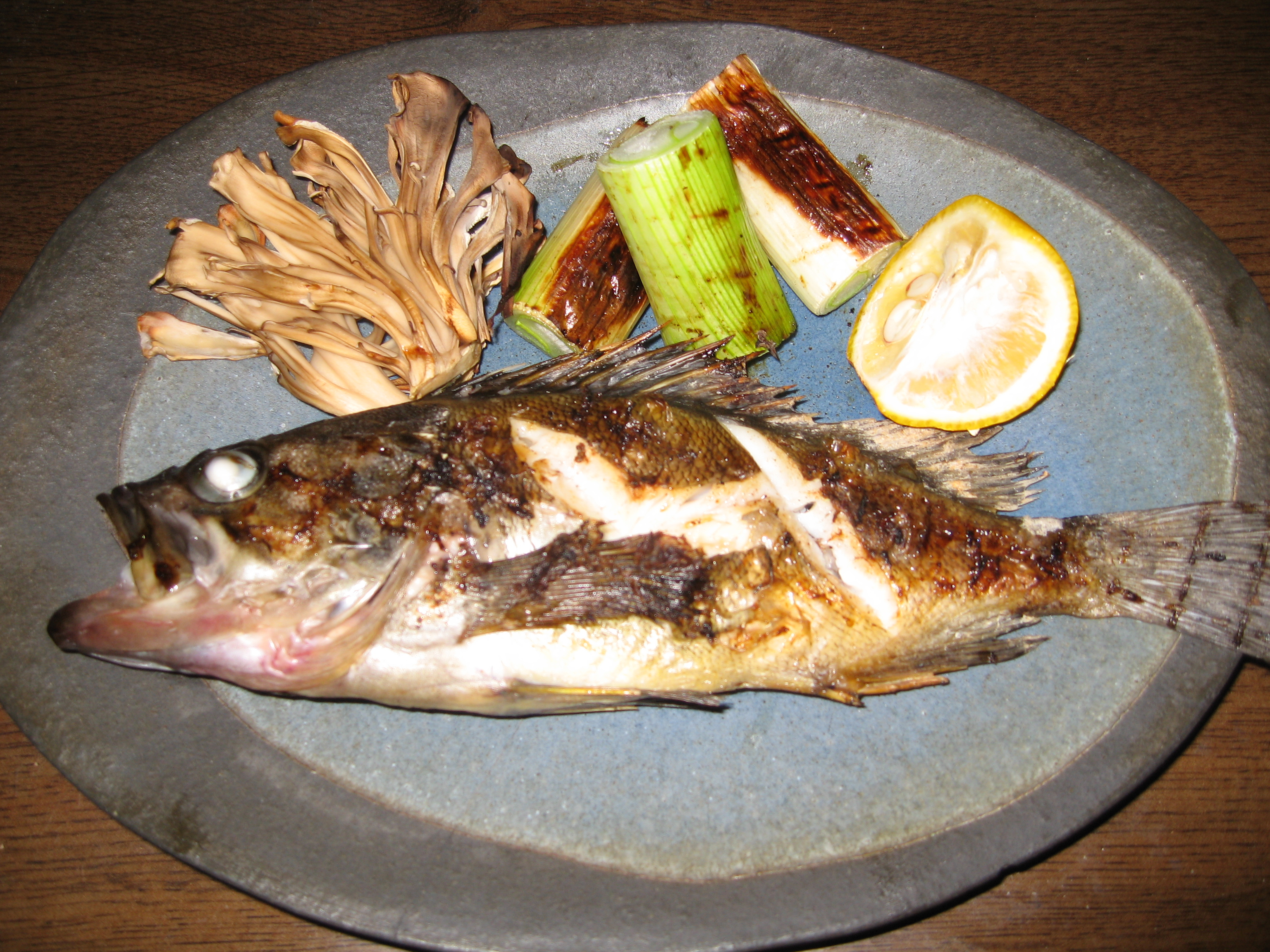
ソイの塩焼き舞茸と葱にユズ（右上）を添えて

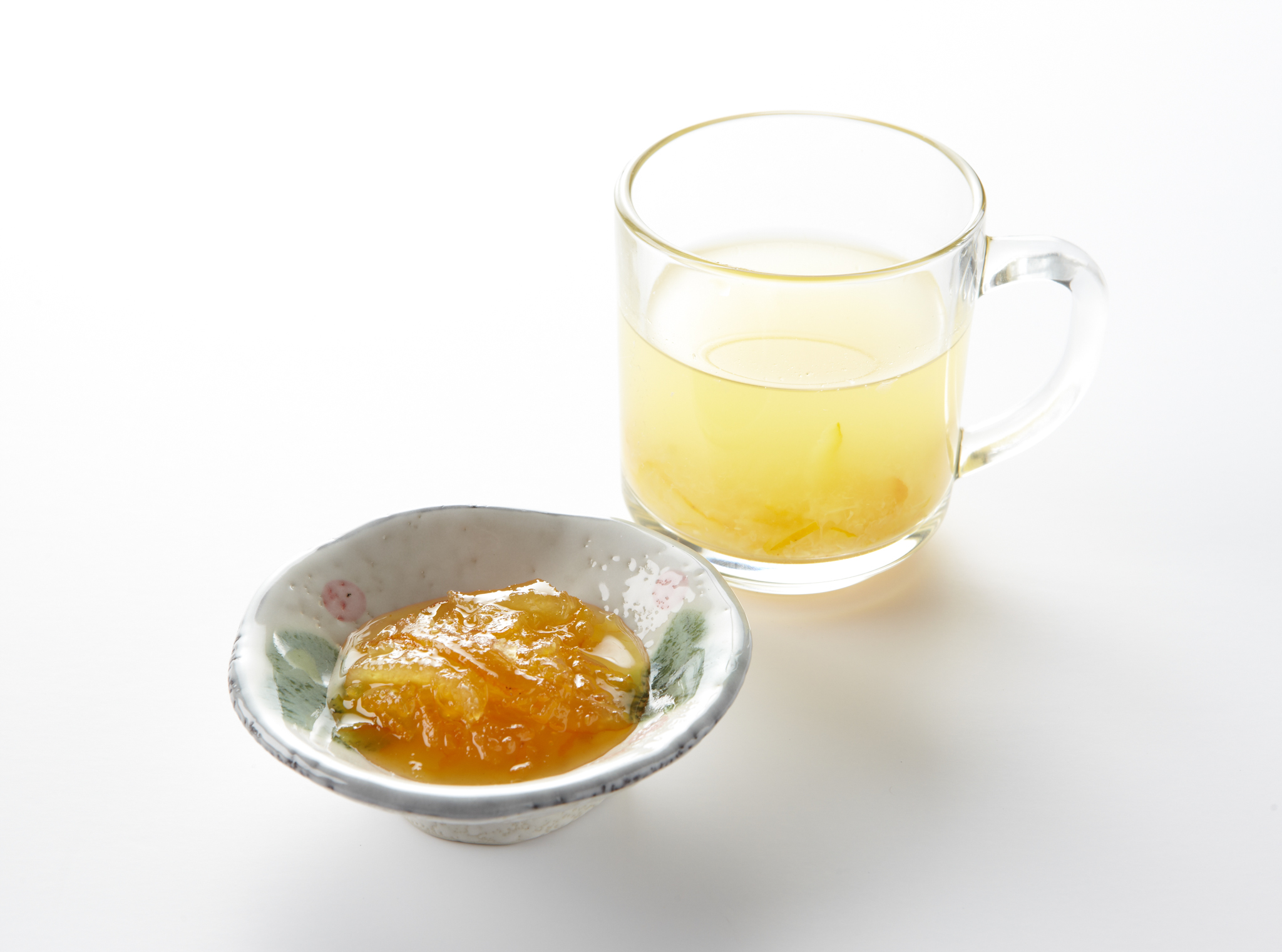
韓国の柚子茶

ユズの果汁や皮は、日本料理等において、香味・酸味を加えるために使われる。また、果肉部分だけでなく皮も七味唐辛子に加えられるなど、香辛料・薬味として使用される。いずれも、青い状態・熟れた状態の両方とも用いられる。九州地方では、柚子胡椒と呼ばれる調味料としても使用される。これは柚子の皮に、皮が青い時は青唐辛子、黄色く熟している時は赤唐辛子と塩を混ぜて作るもので、緑色または赤色をしている。幽庵焼きにも用いられる。
熟したユズでも酸味が非常に強いため、普通は直接食用とすることはない。薬味としてではなくユズ自体を味わう調理例としては、保存食としてのゆべしの他、韓国の柚子茶のように果皮ごと薄く輪切りにして砂糖や蜂蜜に漬け込む方法などがある。ユズの果汁を砂糖と無発泡水で割ったレモネードのような飲み物もある。果汁はチューハイ等にも用いられ、ユズから作られたワインもある。
柚子の果実のうち果肉の部分をくりぬいて器状にしたものは「柚子釜」と呼ばれ、料理の盛りつけなどに用いられる。近年ではスペインの著名なレストランであったエル・ブジが柚子を大々的に喧伝したのが発端となり、フランス料理を始めとした西洋料理にも柚子の使用が広まりつつある。
ユズ果汁にはクエン酸、酒石酸、シトラール約9%が含まれている。果実は、口内やのどの渇きを癒やす清涼止渇作用があり、果汁液にコレラ菌や腸チフス菌に対する制菌作用が報告されている。果皮にはビタミンCが豊富に含まれ、ウンシュウミカンとの比較で約4倍量（約150 mg）ある。

### 精油
独特の爽やかな香りのため、様々な香水に使用されている。日本の植物から精油を精製する日本国内メーカーが増えており、果皮を圧搾することにより精油を採油している。その他、多彩な方法で利用されている。果汁搾汁後の残滓に含まれる精油が残滓を堆肥にする時の生物活性を低下させる要因になっていることから、精油を商品価値のある状態で取り除く方法として、超音波減圧水蒸気蒸留法が開発されている。

### 柚子湯
収穫時期の冬場に、果実全体または果皮を布袋にいれて、浴湯料として湯船に浮かべる。薬効の成分は特定されていないが、血行を促進させることにより体温を上昇させ、風邪を引きにくくさせる効果があるとされている。肩こり、腰痛、神経痛、痛風、冷え症などに良いとされる。
京都市右京区嵯峨水尾では、柚子の栽培農家9軒が、柚子風呂付きで鶏料理を提供している。

### 薬用
果実は橙子（とうし）、果皮は橙子皮（とうしひ）と称して薬用にする。悪心、嘔吐、二日酔い、魚やカニの食中毒に薬効があるとされ、果実を11 - 12月に採集して冷暗所に保存するか、輪切りに切って天日乾燥して用いる。
民間療法として、乾燥果実1日量2 - 3グラムを400 ccの水で煎じて3回に分けて服用する用法が知られる。また、風邪の初期に、就寝前に生の果皮を削ったものを小さじ半分量か、果実1個分の果汁を搾り、砂糖か蜂蜜を適宜加えて熱湯を注いだ「ポン酢湯」を飲んですぐに就寝すると、咳も和らげて効果が期待できる。疲労回復、冷え症などには果実が青い未熟果を切って焼酎に漬けたユズ酒を、就寝前に盃1 - 2杯ほど飲むとよく、飲みにくいときは蜂蜜で甘く味付けしたり、水や湯で割ると良い。ユズ酒は、35度の焼酎1リットルに対して未熟果2個の割合で浸して、密封した上で冷暗所に3か月保存してから中の果実を除いて作る。その他果汁には、顔や手足にすり込むと肌荒れやあかぎれ予防に役立つとされる。
ユズの種子油には、メラニンの生成抑制やアレルギー性皮膚炎の症状緩和の効果があるとする研究報告もなされている。

## 文化
ユズは生長が遅く、種子から育ってから結実するまでには長い年月を要する樹種で知られる。
- 「桃栗3年柿8年、枇杷は9年でなりかかり、柚の大馬鹿18年」[2]
- 「桃栗3年柿8年、ユズの大馬鹿18年」
- 「桃栗3年柿8年、ユズの大馬鹿16年」[9]

などと呼ばれ、ユズは18年のほか、9年、16年、30年などと言い伝えられる地方がある。
ユズの花言葉は、「健康美」「恋のため息」とされる。
ユズの花は俳句や和歌にも詠まれ、「柚の花」とよばれて優美さが賞賛されてきた。俳句においてはユズの果実は秋の季語、花は夏の季語になる。また、柚子湯は冬の季語となる。
冬至の柚子湯は、日本の家庭に今も残る冬の季節の風習である。